# ماتیاس رولاندر
ماتیاس رولاندر (انگلیسی: Matthias Ruländer؛ زادهٔ ۱۶ اوت ۱۹۶۴) بازیکن فوتبال اهل آلمان است.
از باشگاه‌هایی که در آن بازی کرده‌است می‌توان به باشگاه فوتبال وولفسبورگ، باشگاه فوتبال بروسیا دورتموند، باشگاه ورزشی وردر برمن، و باشگاه فوتبال سن پائولی اشاره کرد.
وی همچنین در تیم ملی فوتبال زیر ۲۱ سال آلمان بازی کرده‌است.